# Vlastimil Moravec
Vlastimil Moravec (7. května 1949 Nové Město nad Metují – 15. dubna 1986 Brno) byl český cyklista.
V roce 1972 zvítězil v Závodě míru. Startoval i na Letních olympijských hrách 1972 v Mnichově v silničním závodě družstev na 100 km s Milošem Hrazdírou, Jiřím Mainušem a Petrem Matouškem i na Letních olympijských hrách 1976 v Montrealu v silničním závodě jednotlivců – v obou skončil na 13. místě.
Žil v obci Spy u Nového Města nad Metují. Po základní škole absolvoval dobrušskou průmyslovku (1968). Již od dětství se věnoval silniční cyklistice. Závodit začal v cyklistickém klubu v Dobrušce. Po maturitě odešel do brněnské Dukly. Vyhrál celkem 110 cyklistických závodů.

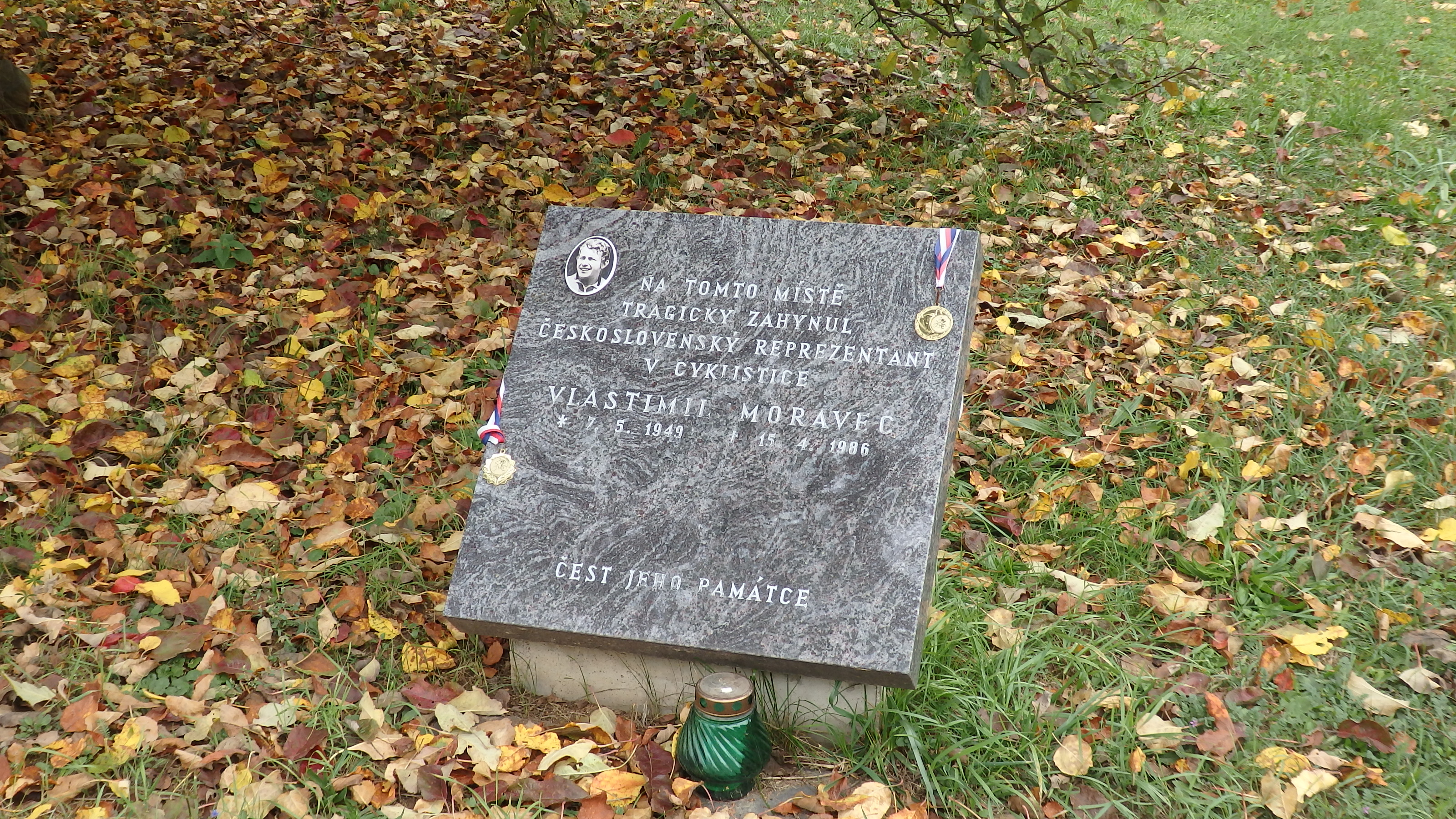
pomník tragického úmrtí Vlastimila Moravce

Z Dukly Brno odešel v roce 1981 a závodní činnost ukončil roku 1985, kdy se stal trenérem Armádního střediska vrcholového sportu Dukla Brno. Tragicky zemřel ve věku 36 let.

## Úspěchy
- 1970 – Okolo Slovenska – vítěz
- 1972 – Závod míru – vítěz
- 1975 – 3. místo na mistrovství světa v silničním závodě družstev na 100 km – s Petrem Matouškem, Petrem Bucháčkem a Vladimírem Vondráčkem
- 1975 – Bohemia – vítěz